# Pásztor Edit
Pásztor Edith (Budapest, 1925. június 8. – Róma, 2015. június 1.) történész, egyetemi tanár. Férje, Pásztor Lajos (1913-1997) történész volt.

## Életpályája
1943-ban érettségizett az angolkisasszonyoknál. 1943–1947 között középkori történelmet tanult Budapesten, valamint a római La Sapienza Egyetemen. 1946-tól Olaszországban élt. 1949–1951 között elvégezte a vatikáni Paleográfiai, Oklevéltani és Levéltári Szakiskolát. 1953-ban mindhárom tárgyból diplomát szerzett. Középkori történelemből szerzett doktorátust. 1951–1968 között a Scuola Vaticanában a középkori pápai regisztrumok indexén dolgozott. 1968-től a La Sapienza Egyetem középkori tanszékén tanársegéd, majd 1970-től megbízott, 1982-től pedig egyetemi tanár. Egyidejűleg tanított a római katolikus egyetem bölcsész karának középkori tanszékén, valamint a Pápai Ferences Egyetem középkori és ferences történeti intézetében is.
Több mint 200 tanulmányában főként a pápai regisztrumokkal, a női vallásosság és a ferences kultúra középkori történetével foglalkozott.

## Díjai
- Pro Cultura Hungarica díj (2003)[3]